# Kurtz (personnage)
Kurtz est un personnage fictif du roman de Joseph Conrad, Au cœur des ténèbres, paru en 1899.
Ancien colonel, Kurtz est un marchand d'ivoire et commandant d'un poste de traite en Afrique. Il exploite son statut de demi-dieu parmi la population indigène. Kurtz rencontre le protagoniste du roman, Charles Marlow, qui le ramène sur la côte par bateau à vapeur. Marlow est fortement impressionné par Kurtz, dont la réputation le précède, et est témoin de ses derniers instants.

## Dans le roman
Kurtz est un négociant en ivoire, envoyé par une société belge obscure au cœur d'un lieu sans nom en Afrique (généralement considéré comme l'État indépendant du Congo). Grâce à sa technologie supérieure, Kurtz s'est hissé au rang de demi-dieu charismatique de toutes les tribus entourant sa station et a ainsi rassemblé de grandes quantités d'ivoire. En conséquence, son nom est connu dans toute la région. Le directeur général de la compagnie est envieux de Kurtz et prépare sa chute.
La mère de Kurtz étant à moitié anglaise, et son père à moitié français, « [t]oute l'Europe avait contribué à produire Kurtz. », Comme le lecteur le découvre à la fin, Kurtz est un homme aux multiples talents : peintre, musicien, écrivain, homme politique prometteur. Il débute, des années avant le début du roman, en impérialiste dans la meilleure tradition du « fardeau de l'homme blanc », astreint à sa mission civilisatrice. Une peinture réalisée par Kurtz représente une femme aux yeux bandés portant une torche sur un fond presque noir : elle symbolise clairement les anciennes vues de son créateur. Kurtz est également l'auteur d'une brochure sur la civilisation des indigènes. La présence de son admirateur, l'« Arlequin » russe, et ce qu'il révèle de Kurtz dans ses descriptions adulatoires de lui soulèvent des questions sur les croyances réelles de Kurtz et la sincérité de ses opinions progressistes.
Au cours de son séjour en Afrique, Kurtz devient corrompu. Il prend son pamphlet et y griffonne, à la toute fin, les mots « Exterminez toutes ces brutes ! »,. Il incite les indigènes à l'adorer, instaurant des rituels et des vénérations dignes d'un tyran. Au moment où Marlow, le protagoniste, voit Kurtz, il est atteint d'une fièvre tropicale et presque mort. Marlow saisit Kurtz et tente de le ramener sur la rivière dans son bateau à vapeur. Kurtz meurt sur le bateau avec les derniers mots : « L'horreur ! L'horreur ! ». La jungle a ainsi transformé Kurtz : si, à son arrivée, il voulait apporter la civilisation aux indigènes, il souhaite, à la fin de sa vie « exterminer toutes ces brutes ».

## Inspiration
On comprend généralement que la personnalité de Kurtz découle de l'histoire notoirement brutale de l'État indépendant du Congo, un territoire qui existait en tant que propriété privée du roi Léopold II de 1885 à 1908 jusqu'à ce qu'il soit repris par la Belgique et devienne une colonie belge. Dans son livre d'histoire Les Fantômes du roi Léopold, Adam Hochschild suggère que Léon Rom, un administrateur du Congo du roi Léopold, c'est-à-dire dans l'État indépendant du Congo, a été la principale source d'inspiration du personnage de Kurtz, citant des références comme les têtes sur les pieux à l'extérieur de la station et d'autres similitudes entre les deux. Hochschild et d'autres auteurs ont également suggéré que le sort de la désastreuse « colonne arrière » de l'expédition de secours à Emin Pacha (1886–1888) sur le Congo pourrait également avoir eu une influence. Le chef de colonne Edmund Musgrave Barttelot, est « devenu fou, a commencé à frapper, fouetter et tuer des gens, et a finalement été assassiné ». Bloom note que la brutalité sophistiquée de Kurtz est plus proche de celle du marchand d'esclaves associé de Barttelot, Tippo Tip. Le chef général de l'expédition, Henry Morton Stanley, la principale figure impliquée dans la préparation du Congo au règne de Léopold, peut également avoir eu une influence,. Le biographe de Conrad, Norman Sherry (en), a jugé qu'Arthur Hodister (1847–1892), un commerçant belge solitaire mais prospère, qui parlait trois langues congolaises et était vénéré par les Congolais au point de déification, servait de modèle principal, tandis que des chercheurs ultérieurs ont réfuté cette hypothèse,,. Peter Edgerly Firchow (en) mentionne la possibilité que Kurtz soit un composite, calqué sur diverses personnalités présentes dans l'État indépendant du Congo à l'époque ainsi que sur l'imagination de Conrad de ce qu'ils auraient pu avoir en commun.
Une connaissance personnelle de Conrad, Georges Antoine Klein, peut également avoir été une base réelle pour le personnage. Klein était un employé de la société commerciale bruxelloise Société anonyme belge pour le commerce du Haut-Congo (en) et est décédé peu de temps après avoir été récupéré sur le bateau à vapeur que Conrad pilotait. De plus, « Klein » signifie « petit » en allemand, et comme le pense Marlow dans la nouvelle, « Kurz » signifie « court » dans la même langue.
Conrad a également exprimé son admiration pour les écrits de Robert Louis Stevenson sur l'océan Pacifique, en particulier les histoires La Plage de Falesà et Le Creux de la vague, ainsi que le récit non romanesque de Tembinok' (en) des îles Gilbert paru dans Dans les mers du Sud. Les trois textes contiennent des mégalomanes qui profitent des circonstances et de leur éloignement pour affirmer leur pouvoir sur les autres. On croit généralement que Conrad s'est inspiré de ces personnages, ainsi que des intrigues de Stevenson lors de l'écriture de Au cœur des ténèbres.

## Dans d'autres œuvres

### Film
Dans l'adaptation de 1958 pour la série d'anthologies télévisées CBS Playhouse 90, Kurtz a été joué par Boris Karloff. Cette version utilise la rencontre entre Marlow et Kurtz comme acte final et ajoute une trame de fond dans laquelle Marlow avait été le fils adoptif de Kurtz.
Le film acclamé, de Francis Ford Coppola sur la guerre du Vietnam, Apocalypse Now (1979), est centré sur la mission du protagoniste de trouver et de tuer le colonel renégat Kurtz (en) (joué par Marlon Brando ), basé sur le personnage de Conrad, qui est allé loin en amont d'une rivière, au plus profond de la jungle cambodgienne. Le scénario reconnaît Heart of Darkness comme source d'inspiration, et les derniers mots du colonel Kurtz, « L'horreur ! L'horreur ! », font écho à ceux de son homonyme dans le roman.
Dans la version de TNT de 1994 de Heart of Darkness (en), réalisée par Nicolas Roeg, Kurtz, qui est devenu fou et commet maintenant les actes les plus horribles et les plus blasphématoires, a été interprété par John Malkovich.
Le documentaire de 2020 African Apocalypse (en) suit les parallèles entre le fictif Kurtz et le brutal Paul Voulet, qui a mené une expédition meurtrière au Niger l'année de la publication de Heart of Darkness.

### Jeux vidéo
Le jeu vidéo Fallout: New Vegas (2010) présente un personnage à bien des égards similaire à Kurtz, un homme qui se fait appeler César. César était initialement un diplomate qui est allé dans le monde post-apocalyptique dans le but à la fois d'accroître les connaissances des habitants désormais tribaux et d'apprendre de leurs cultures pour faciliter la compréhension dans le désert. César est finalement devenu fou de pouvoir après être devenu le chef de facto d'une de ces tribus et les a conduits à démanteler d'autres tribus qui se sont ensuite assimilées à son groupe. Maintenant, il est le dirigeant de la Légion de César, une vaste armée de tribus inspirée de l'Empire romain. Comme Kurtz, César est une figure instruite et charismatique qui est vénérée comme un dieu par ses sous-fifres ; dans le cas de César, ses partisans pensent qu'il est la réincarnation de Mars, le dieu romain de la guerre.
Le jeu vidéo Spec Ops: The Line (2012), une autre adaptation modernisée de Heart of Darkness (se déroulant dans un Dubaï en ruine), a une figure similaire de Kurtz nommée colonel John Konrad.

### Littérature
Le roman Headhunter (en) (1993) de Timothy Findley présente l'évasion de Kurtz de Heart of Darkness et le règne de terreur qui a suivi sur la ville de Toronto en tant que psychiatre en chef à l'Institut Parkin.
Le poème Les Hommes creux de T. S. Eliot commence par le vers « Mistah Kurtz - He Dead ».
Dans le roman de Josef Škvorecký, L'ingénieur des âmes humaines, Kurtz est considéré comme l'incarnation du colonialisme exterminateur.

### Mangas
Who Fighter with Heart of Darkness est une anthologie qui comprend une adaptation manga de Heart of Darkness. Comme Apocalypse Now, le décor est changé pour la Birmanie de l'époque de la Seconde Guerre mondiale, à propos d'un soldat nommé Maruo envoyé pour traquer le colonel renégat Kurutsu.

## Sources
- (en) Joseph Conrad's Heart of Darkness, Infobase Publishing, 2009 (ISBN 978-1438117102)